# چارلز کرایتون
چارلز کرایتون (انگلیسی: Charles Crichton; ۷ ژوئیهٔ ۱۸۷۲ – ۸ نوامبر ۱۹۵۸) قایقران قایق بادبانی اهل بریتانیا بود.